# Hans van der Laan (architect)
Dom Hans van der Laan (Leiden, 29 december 1904 - Mamelis, 19 augustus 1991) was een Nederlandse benedictijner monnik en architect. Hij was een van de leidende figuren van de Bossche School. Zijn ideeën over ruimte-ervaring en maatverhoudingen, met name zijn vondst van het plastische getal en het matenstelsel dat hij daaruit ontwikkelde, hadden grote invloed.

## Achtergrond
Hans van der Laan kwam uit een familie van Nederlandse architecten. Hij was een zoon van de Leidse architect Leo van der Laan. Zijn broers Jan van der Laan en Nico van der Laan werden ook architect. Hans studeerde van 1923 tot 1926 architectuur aan de Technische Hogeschool te Delft, waar prof. M.J. Granpré Molière vanaf 1924 de scepter zwaaide. Na drie jaar hield hij de studie echter voor gezien en verliet hij Delft om monnik te worden van de Sint-Paulusabdij te Oosterhout. Als koster raakte hij geïnteresseerd in de vormgeving van liturgische voorwerpen en kerkelijk meubilair. Zijn belangstelling voor bouwkunst werd opnieuw gewekt. Hij probeerde een antwoord te vinden op de vraag wat architectuur in essentie is en ontwikkelde een theorie over ruimte, vorm en grootte, waarin het plastisch getal, een driedimensionale uitwerking van de gulden snede, een centrale rol speelde. Zijn studie resulteerde in het klassiek geworden architectuurtractaat De architectonische ruimte (1977). In 1968, na de voltooiing van de daar door hem gebouwde abdijkerk, verhuisde Van der Laan naar de Sint-Benedictusabdij te Mamelis bij Vaals. 
Na de Tweede Wereldoorlog verzorgde Van der Laan, samen met zijn broer Nico, de lessen Kerkelijke Architectuur in het Kruithuis in 's-Hertogenbosch. Uit deze cursus kwam de architectuurstroming de Bossche School voort. Om zijn ideeën over verhoudingen inzichtelijk te maken ontwikkelde Van der Laan verschillende hulpmiddelen, waaronder de abacus en de morfotheek, voor tweedimensionale en driedimensionale vormen.
Dom is een titel die in de Rooms-Katholieke Kerk wordt gebruikt om bepaalde monniken van de benedictijnen of kartuizers mee aan te spreken.

## Uitgevoerde werken
Van der Laan ontwierp een klein aantal gebouwen en bouwcomplexen. Voor de St.-Paulusabdij in Oosterhout ontwierp Van der Laan samen met zijn broer Nico o.m. de kapittelzaal (1930) en het gastenverblijf (1938-1939). In Helmond bouwde hij samen met Nico de achthoekige St.-Josephkapel (1948-1949). De kerk van de Abdij St. Benedictusberg (1956-1968) te Mamelis (bij Vaals) is zijn bekendste gerealiseerde werk. Zijn ontwerp voor de nieuwe kloosterhof met bibliotheek en galerij van deze abdij (1985-1987) werd in 1989 bekroond met de Architectuurprijs Limburg. In het Belgische Waasmunster bouwde de monnik voor de Mariazusters van Franciscus in 1975 Abdij van Roosenberg, evenals het moederhuis voor dezelfde congregatie (na 1978). In Best (bij Eindhoven) liet Jos Naalden een woonhuis naar ontwerp van hem bouwen (Huis Naalden, 1978-1981). Het laatste werk dat naar Van der Laans ontwerp werd gerealiseerd is het klooster Jesu Moder Marias, Mariavall voor de zusters Benedictinessen bij Tomelilla in Zuid-Zweden (1986-1995). Zijn ontwerp voor een klein benedictijnenklooster (1987-1989), eveneens in Tomelilla, is niet uitgevoerd.
De bekendste publicaties van Van der Laan zijn Het plastische getal, Leiden (Brill) 1967, De architectonische ruimte, Leiden (Brill) 1977 en Het vormenspel der liturgie, Leiden (Brill) 1985.

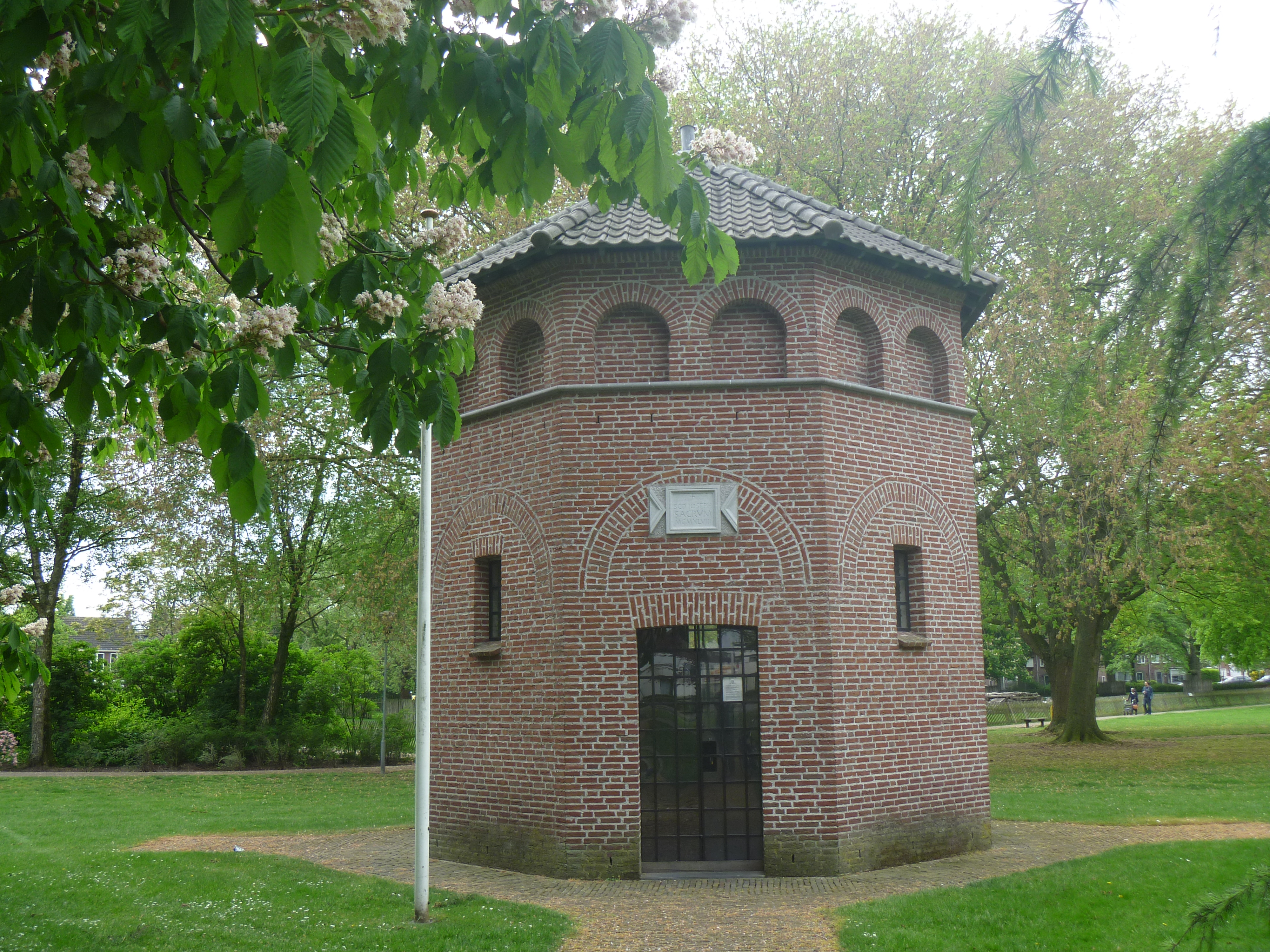
St. Josef Gedachteniskapel, Helmond (1948)
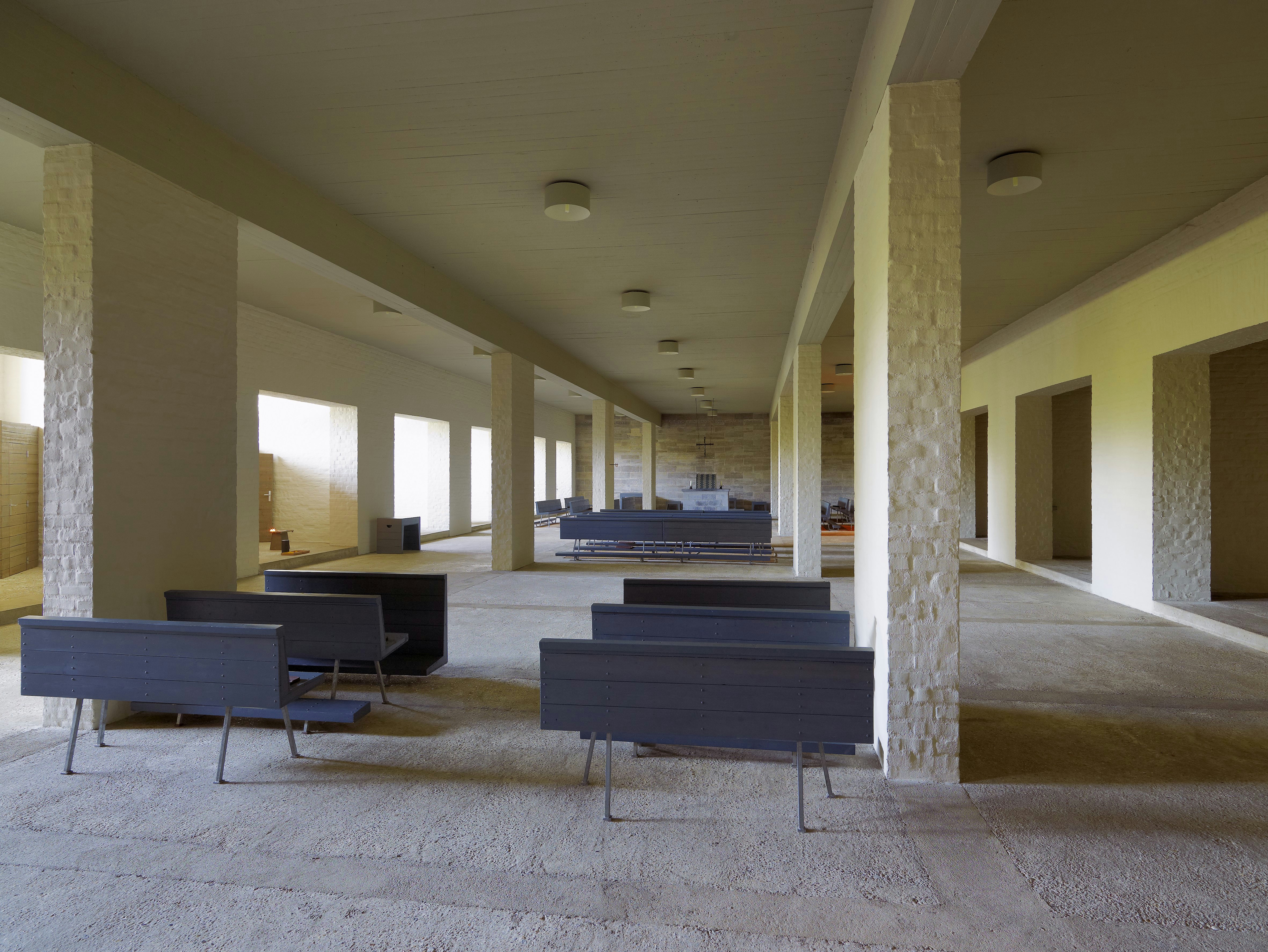
Crypte van de Abdij St. Benedictusberg, Mamelis (1961)
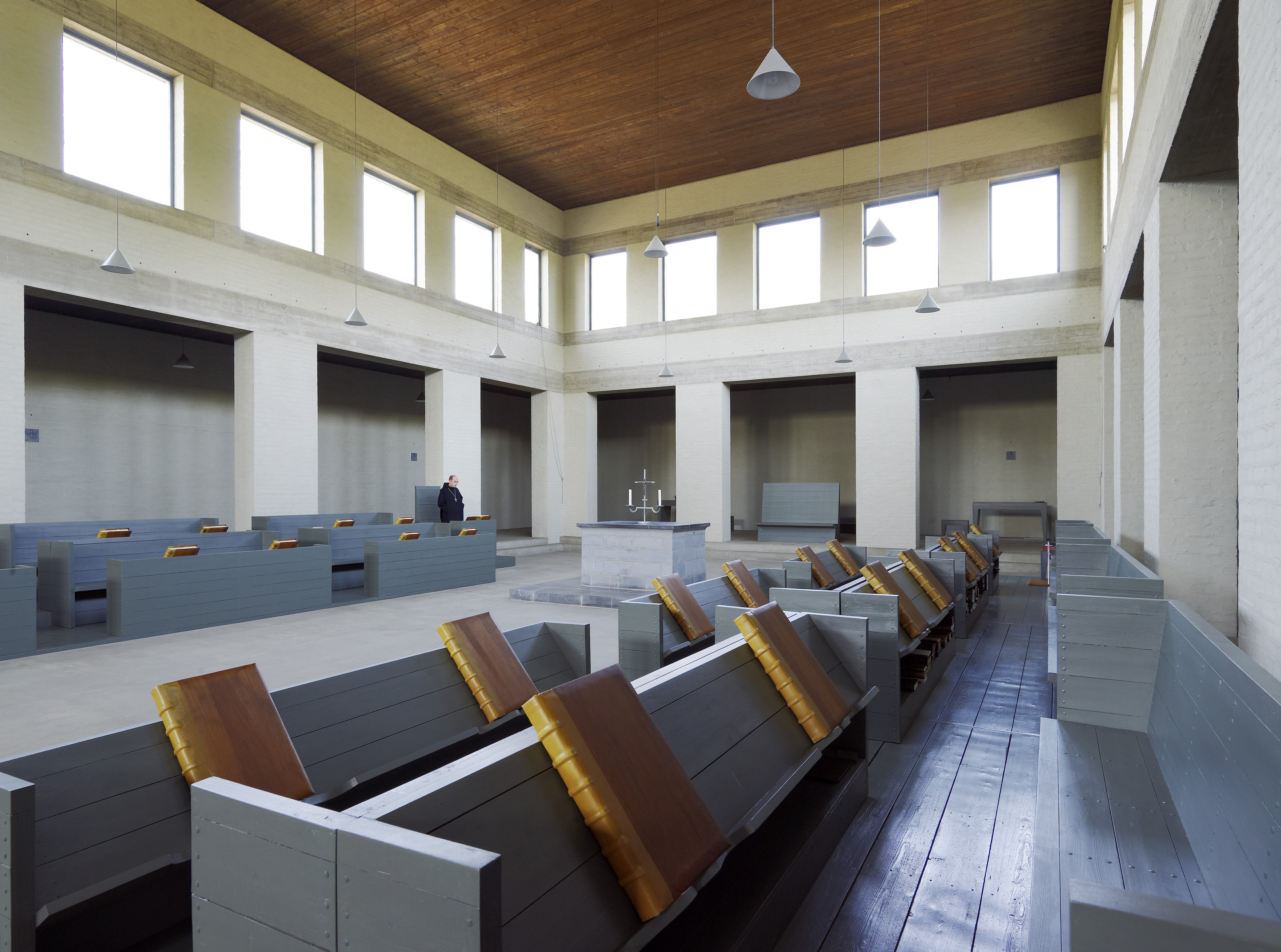
Kerk van de Abdij St. Benedictusberg, Mamelis (1967)
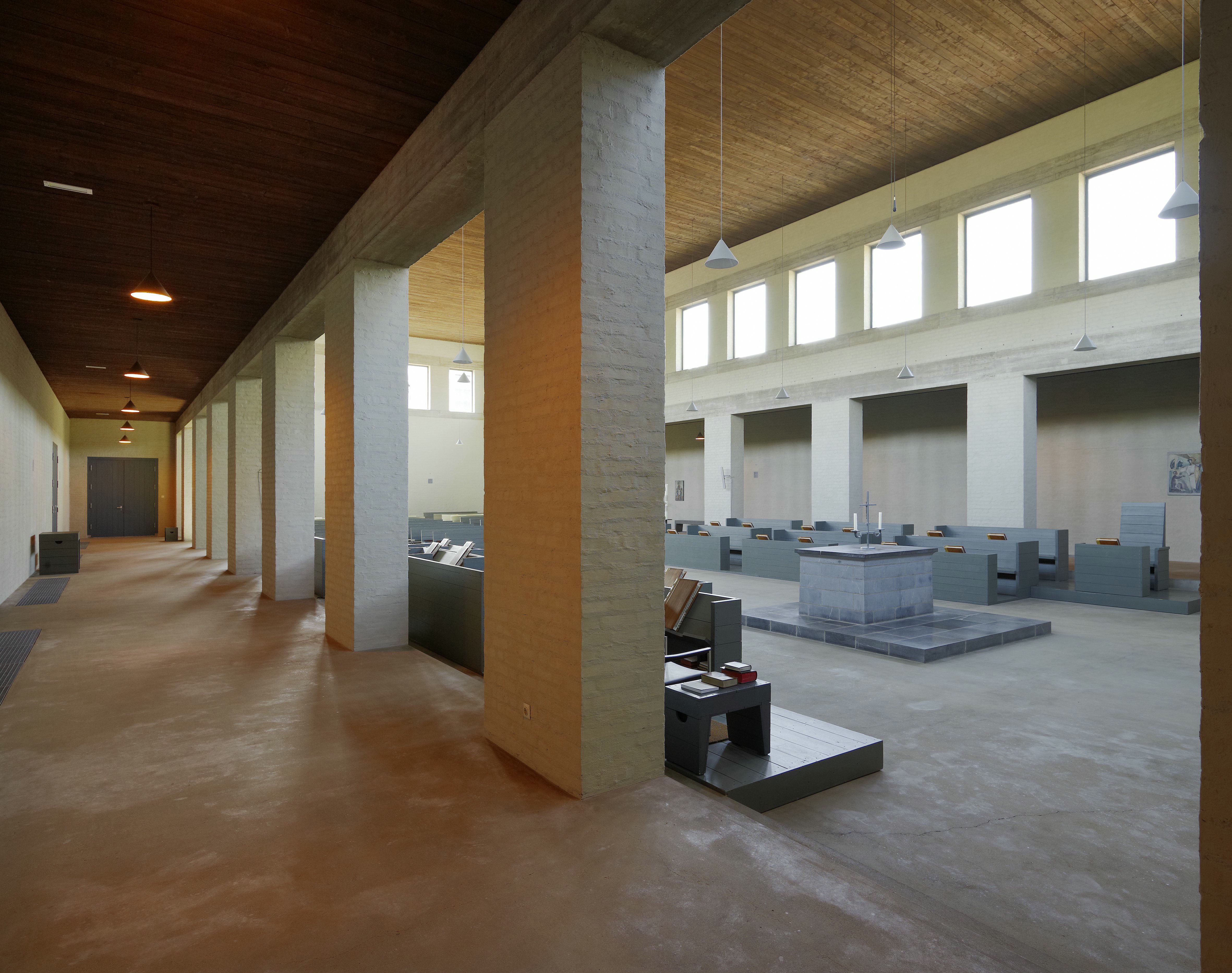
Kerk van de Abdij St. Benedictusberg, Mamelis (1967)
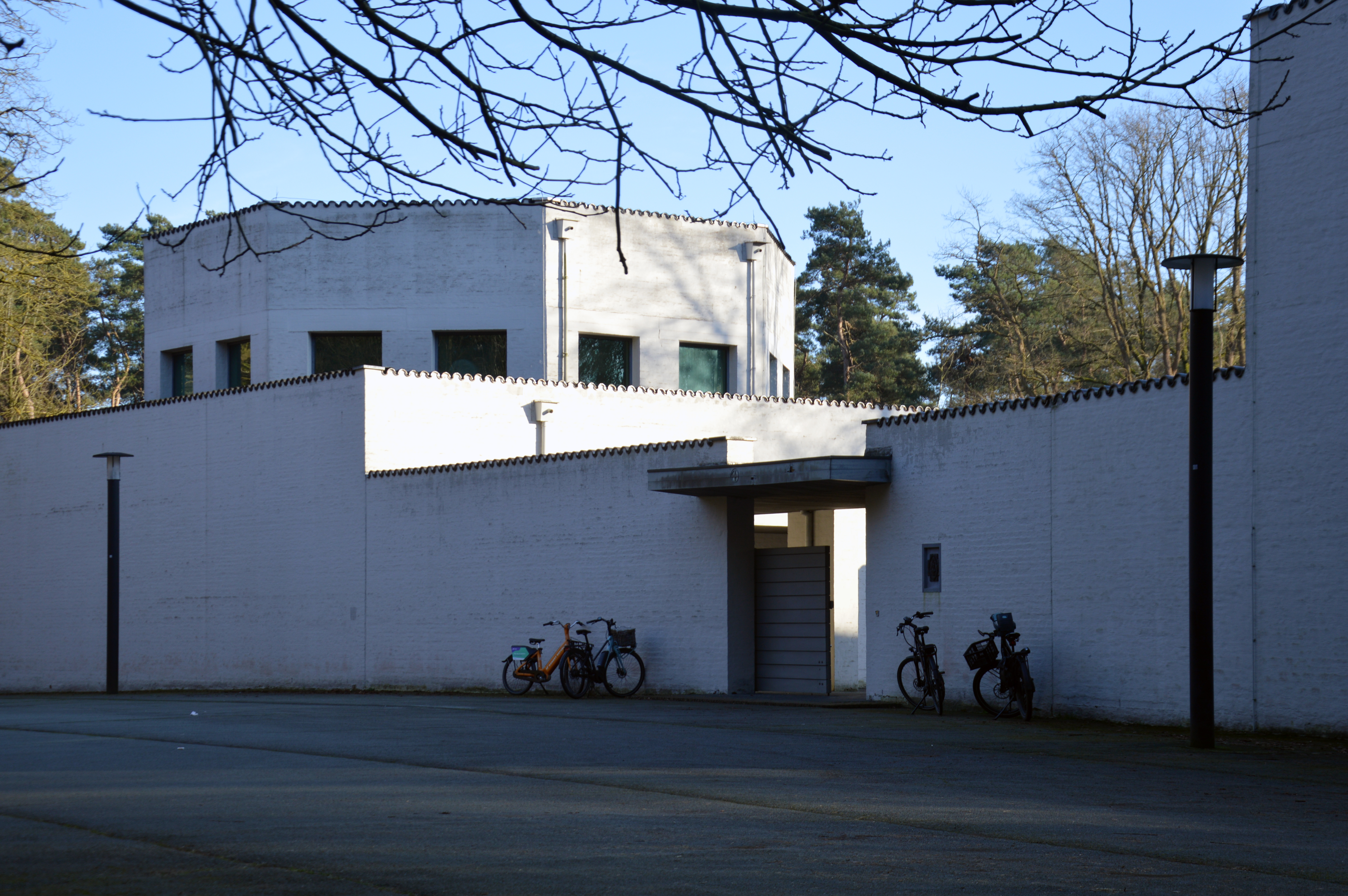
Abdij van Roosenberg, Waasmunster (1975)
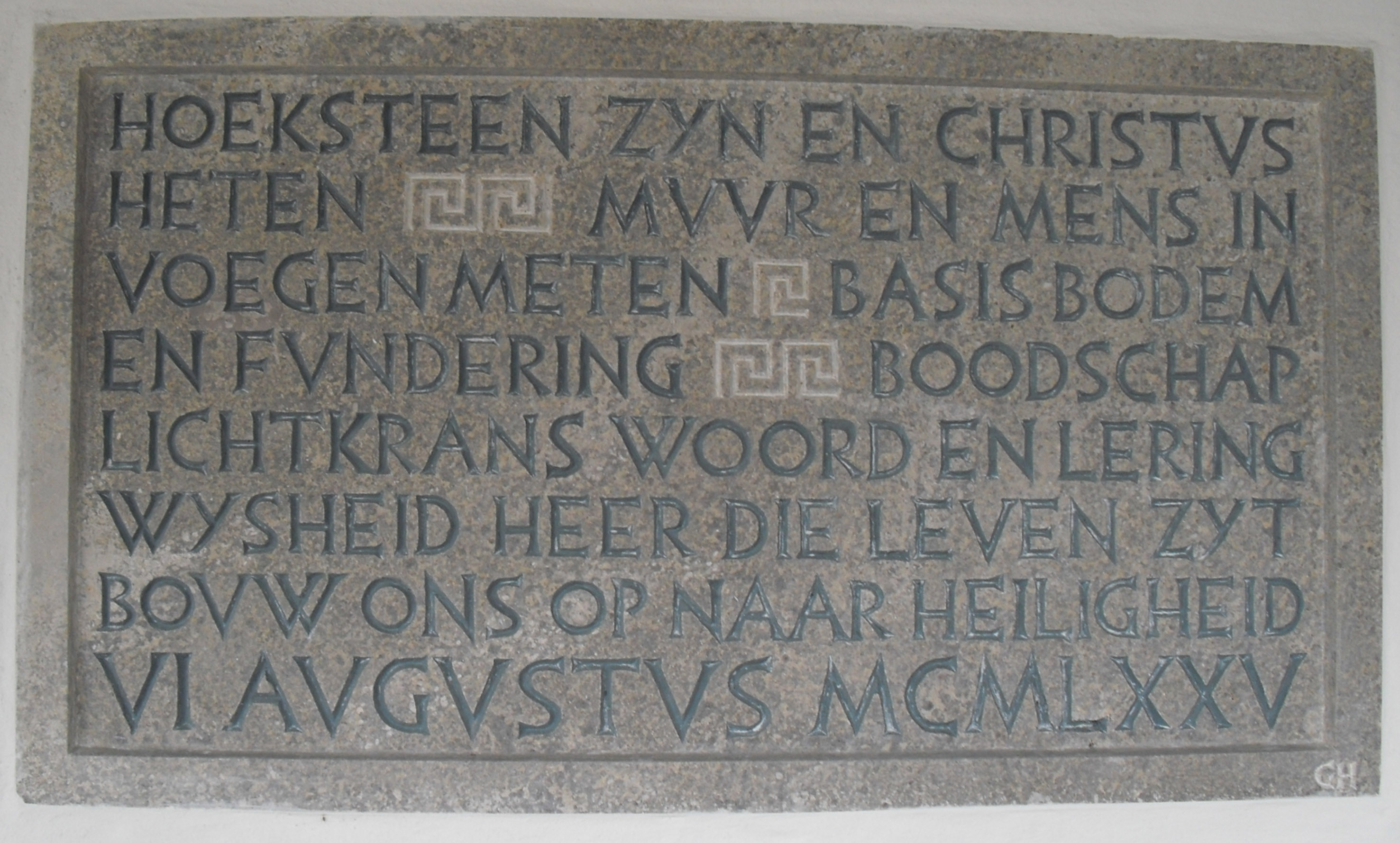
Inscriptie hoeksteen Abdij van Roosenberg, Waasmunster (1975)
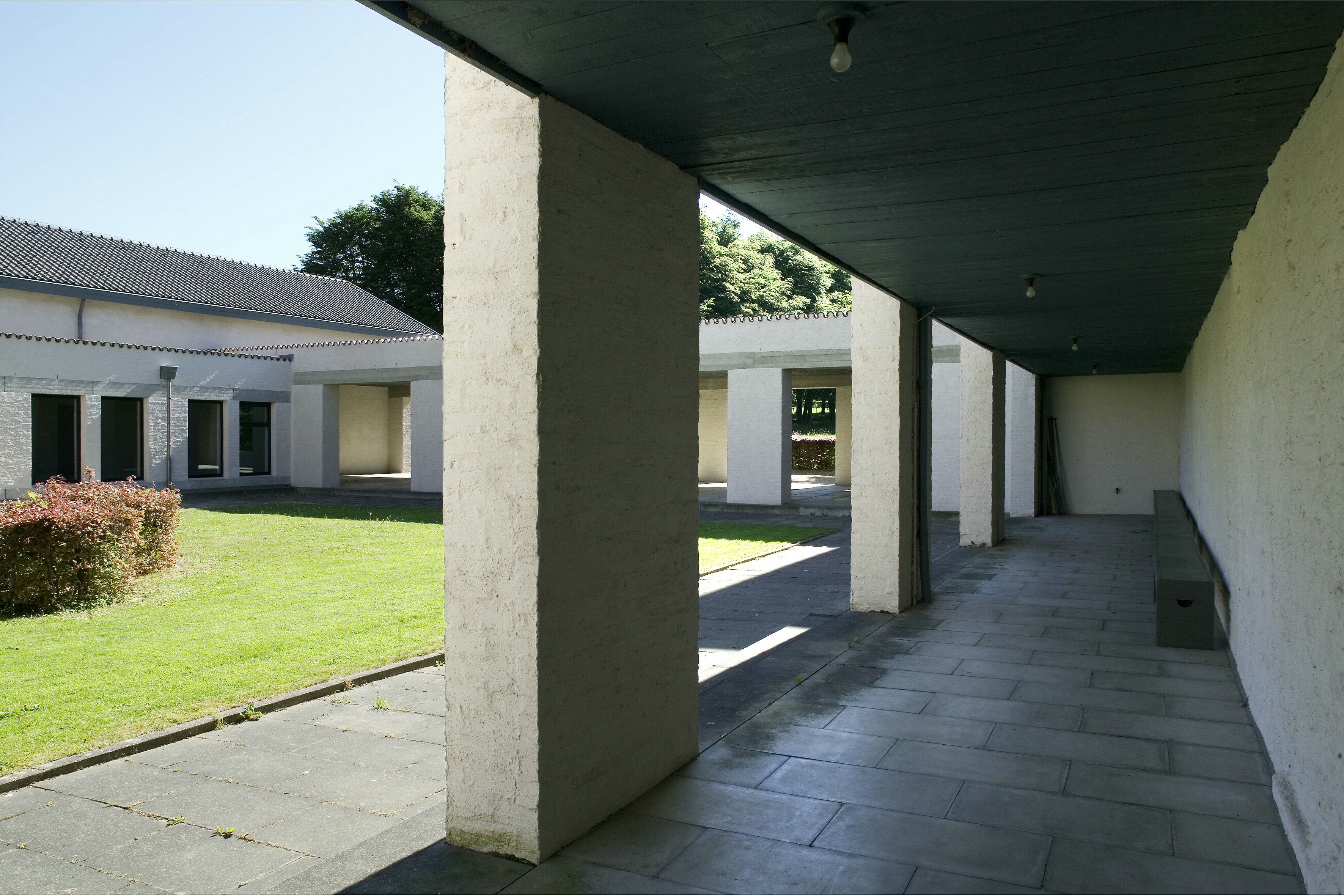
Nieuwe kloosterhof van de Abdij St. Benedictusberg, Mamelis (1987)
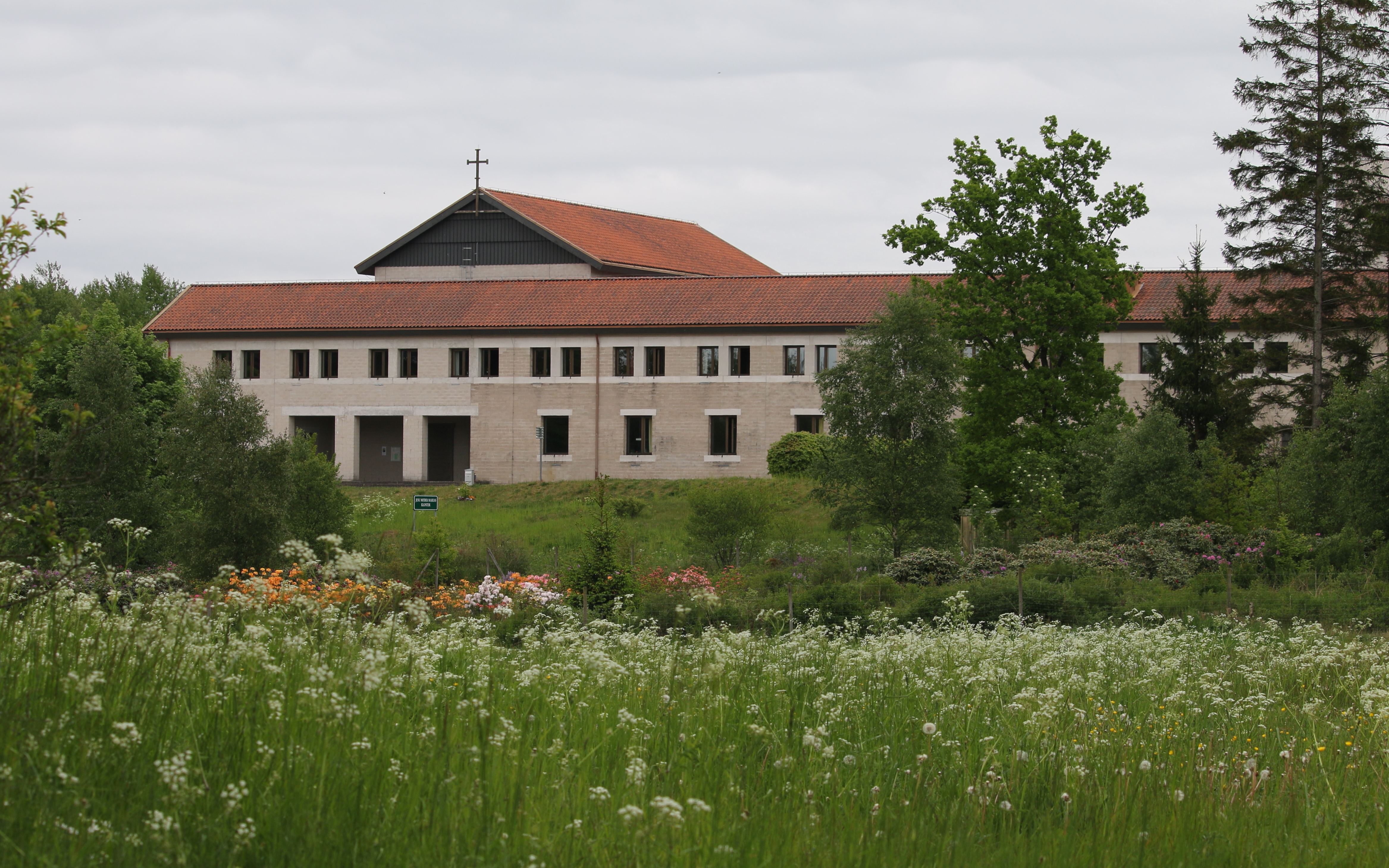
Klooster Jesu Moder Maria (Mariavall), Tomelilla (1995)

## Publicaties over Van der Laan
- Ferlenga, Alberto en Paola Verde, Dom Hans van der Laan. Works and Words, Amsterdam (Architectura & Natura) 2001 [+ Italiaanse uitgave: Milaan (Electa) 2000].
- Haan, Hilde de, en Ids Haagsma, 'Dom Hans van der Laan. Zoeken naar het ware menselijk verblijf', in: Wie is er bang voor nieuwbouw… , confrontatie met Nederlandse architecten, Amsterdam (Intermediair Bibliotheek) 1981, p. 171-182.
- Oldenburger, Juliet, 'Huis Naalden. De architectuurtheorie van Dom Van der Laan in een notendop' in: Jaarverslag 2012, Amsterdam (Ver. Hendrick de Keyser) 2013, p. 48-67.
- Padovan, Richard, Dom Hans van der Laan, Modern Primitive, Amsterdam (Architectura & Natura) 1994.
- Remery, Michel, Mystery and Matter. On the relationship between liturgy and architecture in the thought of Dom Hans van der Laan OSB (1904-1991), Leiden/Boston (Brill) 2011. Met uitgebreide bibliografie, p. 505-569
- Tummers, L.J.M.  en J.M. Tummers-Zuurmond, Abdijkerk te Vaals, Studiecahier ter herdenking van de 100ste geboortedag Dom Hans van der Laan, Leuth (Van der Laan Stichting) 2005.
- Voet, Caroline, Between the Lines and its Margins. Spatial Systematics in the work of Dom Hans van der Laan (1904-1991), Dissertation KU Leuven/Arenberg doctoral school of science, engineering & technology, 2013. ISBN 978-94-6018-706-3 Abstract online Inhoudsopgave
- Voet, Caroline, Dom Hans van der Laan. Tomelilla, Amsterdam (Architectura & Natura) 2016. [Nederlandstalige en Engelstalige uitgave]
- Voet, Caroline, Dom Hans van der Laan. A House for the Mind. A design manual on Roosenberg Abbey, Antwerpen (Flanders Architecture Institute) 2017
- Remery, Michel, Katholieke architectuur in de twintigste eeuw : de vier architecten van de Leidse familie Van der Laan, Hilversum (Verloren) 2018
- Biografie op Brabantserfgoed.nl

## Websites
- Van der Laan Stichting
- I v't Klooster. Het menselijk verblijf, Dom Hans van der Laan, 28 februari 2008, recensie voor Archined

- Biblioteca Nacional de España: XX5569461
- Bibliothèque nationale de France: cb12147179p (data)
- Biografisch Portaal: 94715230
- Catàleg d'autoritats de noms i títols de Catalunya: 981058510689906706
- CiNii: DA07517310
- Gemeinsame Normdatei: 119272725
- International Standard Name Identifier: 0000 0000 8153 563X
- Library of Congress Control Number: n82153588
- Nationale Bibliotheek van Tsjechië: xx0144951
- Nationale Bibliotheek van Israël: 987007422762205171
- Nederlandse Thesaurus van Auteursnamen: 069418713
- RKD-Nederlands Instituut voor Kunstgeschiedenis: 90948
- Istituto Centrale per il Catalogo Unico: VEAV023524
- Système universitaire de documentation: 086106627
- Trove: 905409
- Union List of Artist Names: 500004248
- Virtual International Authority File: 73891312
- WorldCat: E39PBJycJqCkgj9JhWF4WpdvpP